# Talib Kweli
Talib Kweli Greene  (născut pe 3 octombrie 1975), cunoscut și ca Talib Kweli, este un rapper american din orașul Brooklyn, New York. Numele lui de familie înseamnă în limba arabă "student" sau "cercetaș"; numele lui mijlociu înseamnă în limba swahili "adevăr". Kweli s-a făcut cunoscut lumii printr-o colaborare cu Black Star și cu Mos Def.

## Biografie

### Viața
Născut în Brooklyn, New York, Kweli a crescut într-o familie educată din Park Slope. Mama lui, Brenda Greene, este o profesoară de limba engleză  la Colegiul Medgar Evers College în orașul City University din New York, iar tatăl lui este un profesor de sociologie. Fratele lui mai mic, Jamal Greene, este un profesor de drept constituțional la Facultatea de Drept a Universității Columbia, și fost grefier al judecătorului John Paul Stevens, la Curtea Supremă a Statelor Unite. De tânăr, a fost atras de rapperi africani, cum ar fi De La Soul și alți membrii ai formației Native Tongues Posse, formație pe care o cunoaște încă din vremea liceului. Talib Kweli a fost student a Academiei Cheshire, o școală din Connecticut. A fost de asemenea un student a Liceului Tehnic Brooklyn, înainte să fie dat afară. Mai târziu a studiat teatru experimental la Universitatea din New York (NYU). La vârsta de 14 ani, s-a mutat cu familia în Bedford-Stuyvesant, Brooklyn, New York.

## Viața personală
Talib Kweli s-a căsătorit cu DJ Eque pe 9 mai 2009 în Bel Air, California. 

## Discografie
Solo
- Quality (2002)
- The Beautiful Struggle (2004)
- Right About Now (2005)
- Eardrum (2007)

Cu Mos Def ca și Black Star
- Mos Def & Talib Kweli are Black Star (1998)

Cu Hi-Tek ca și Reflection Eternal
- Train of Thought (2000)
- Revolutions Per Minute (2010)

Cu Madlib
- Liberation (2007)